# Glypta rubricator
Glypta rubricator là một loài tò vò trong họ Ichneumonidae.